# Lepilemur sahamalaza
Il lepilemure di Sahamalaza o lepilemure rosso (Lepilemur sahamalaza Andriaholinirina et al., 2017) è una specie di lemure recentemente scoperta, endemica del Madagascar.

## Descrizione

### Dimensioni
Misura fino a 51–55 cm di lunghezza, di cui circa la metà spettano alla coda.

### Aspetto
Il pelo ha colorazione variabile, probabilmente anche in relazione con l'età dell'animale: il pelo della zona dorsale può variare dal rosso-ruggine al grigio-bruno con sfumature rossastre, mentre il pelo della zona ventrale va dal biancastro al giallognolo. In entrambi i casi, il pelo del quarto posteriore presenta un colore più scuro e meno tendente al rossiccio rispetto al pelo del quarto anteriore.
La faccia grigiastra, la fronte e le orecchie rossicce ed una banda nera che dalla nuca va fino a metà della schiena sono caratteristiche costanti per la specie.
La coda ha un colore che va dal bruno scuro al rosso scuro.
Gli occhi sono bruno-rossastri.

## Distribuzione e habitat
La specie è diffusa nella penisola di Sahamalaza (14°16′S 47°58′E), nella zona nord-occidentale del Madagascar (Provincia di Mahajanga), dove preferisce le zone di foresta pluviale semiumida od anche secondaria. Il fiume Maevarano segna il confine meridionale del suo areale.